# Arctic Red River
Arctic Red River är ett vattendrag i Kanada.   Det ligger i territoriet Northwest Territories, i den nordvästra delen av landet, 4 100 km nordväst om huvudstaden Ottawa.
Trakten runt Arctic Red River är nära nog obefolkad, med mindre än två invånare per kvadratkilometer.